# Senna Hoy
Senna Hoy, de nombre real Johannes Holzmann  (Tuchel, Alemania, 30 de octubre de 1882 - Meshtsherskoye, Rusia, 28 de abril de 1914) fue un escritor y anarquista alemán.
Senna Hoy provenía de una rica familia judía; su padre era maestro. De joven se movió por círculos teosóficos y el partido socialista alemán, pero ya en 1902 había roto con estos movimientos. Adoptó el seudónimo Senna Hoy (creado por Else Lasker-Schüler sobre la base de su nombre escrito al revés) y fundó en 1904 la revista anarquista Der Kampf - apoyado y financiano por su amigo Otto Buek. Desde la revista no sólo trataba muchos asuntos políticos de interés en el momento, sino que también apoyó la eliminación del artículo 175, es decir, la legalización de la homosexualidad.
Colaboradores importantes de Der Kampf eran, entre otros,  Else Lasker-Schüler, Erich Mühsam, Franz Pfemfert, Herwarth Walden y Paul Scheerbart. En 1905 la revista fue prohibida, tras lo que Senna Hoy se trasladó a Suiza, donde comienza a editar la revista Der Weckruf. En 1907 se traslada a Rusia, para influir políticamente en el país, pero fue detenido ese mismo año y condenado a 15 años de cárcel. Murió en la sección de enfermos mentales de la cárcel de Meshtsherskoye, cerca de Moscú, y fue enterrado el 14 de mayo en el cementerio de Berlín-Weißensee

## Publicaciones
- Die goldene Käthe (La Käthe de oro, 1904)